# Katsuhiko Sugita
Katsuhiko Sugita (杉田勝彦?, Sugita Katsuhiko; Saito, 8 maggio 1946) è un ex cestista giapponese.

## Carriera
Con il Giappone ha partecipato ai Giochi olimpici di Monaco 1972, disputando 5 partite.